# Camponotus triton
Camponotus triton é uma espécie de inseto do gênero Camponotus, pertencente à família Formicidae.